# Mustang (Texas)
Mustang é uma cidade  localizada no estado norte-americano do Texas, no Condado de Navarro.

## Demografia
Segundo o censo norte-americano de 2000, a sua população era de 47 habitantes.
Em 2006, foi estimada uma população de 54, um aumento de 7 (14.9%).

## Geografia
De acordo com o United States Census Bureau tem uma área de
0,3 km², dos quais 0,3 km² cobertos por terra e 0,0 km² cobertos por água.

## Localidades na vizinhança
O diagrama seguinte representa as localidades num raio de 12 km ao redor de Mustang.